# Zífid de Perrin
El zífid de Perrin (Mesoplodon perrini) és l'espècie de zífid descrita més recentment. Se la descobrí per primer cop al mig del 1975 davant la costa de Califòrnia i se'n trobaren quatre exemplars més abans del setembre del 1997. Inicialment se'ls identificà com una balena amb bec de Hector (M. hectori), tret del més recent, que fou considerat un zífid de Cuvier nounat. Després de la inclusió d'un d'aquests exemplars en una base de dades de seqüències d'ADNmt de zífids, resultà ser ben diferent de M. hectori. L'espècie fou descrita formalment el 2002 per Dalebout et al.; el seu nom és un homenatge al cetòleg William F. Perrin.